# Vörösnyakú frankolin
A vörösnyakú frankolin (Pternistis afer) a madarak osztályának tyúkalakúak (Galliformes) rendjébe és a fácánfélék (Phasianidae) családjába tartozó faj.

## Rendszerezése
A fajt Philipp Ludwig Statius Müller írta le 1766-ban, a Tetrao nembe Tetrao afer néven. Besorolása vitatott, egyes szervezetek a Francolinus nembe sorolják  Francolinus afer néven.

## Alfajai
- Pternistis afer afer (Statius Muller, 1776)
- Pternistis afer castaneiventer (Gunning & Roberts, 1911)
- Pternistis afer cranchii (Leach, 1818)
- Pternistis afer harterti (Reichenow, 1909)
- Pternistis afer leucoparaeus Fischer & Reichenow, 1884
- Pternistis afer melanogaster (Neumann, 1898)
- Pternistis afer swynnertoni (W. L. Sclater, 1921)[3]

## Előfordulása
Afrika középső és déli részén honos. A természetes élőhelye szubtrópusi és trópusi síkvidéki esőerdők, valamint száraz legelők és szavannák. Állandó, nem vonuló faj.
Megpróbálták betelepíteni vadászati célból az Ascension szigetre.

## Megjelenése
Testhossza 25-38 centiméter, a hím testtömege 480-1000 gramm, a tojóé 370-690 gramm. Tollazatára a barna szín a jellemző, kivéve csupasz és vörös arc és nyakfoltját.
|  |

## Életmód
Magvakkal, levelekkel, bogyókkal és rovarokkal táplálkozik. Párban vagy családi kötelékben él. Rossz, nehézkes repülő, veszély esetén inkább elszalad.

## Szaporodása
A földre, talajmélyedésbe rejti fűből és gyökerekből készített fészkét. Fészekalja 3–9 tojásból áll.

## Külső hivatkozások
- Képek az interneten a fajról
- Ibc.lynxeds.com - videók a fajról
- Xeno-cant.org - a faj hangja